# Xanthotis
Xanthotis – rodzaj ptaków z rodziny miodojadów (Meliphagidae).

## Zasięg występowania
Rodzaj obejmuje gatunki występujące w Australii, na Nowej Gwinei i sąsiednich wyspach.

## Morfologia
Długość ciała 15–21 cm; masa ciała 18–55 g.

## Systematyka
Rodzaj zdefiniował w 1852 roku niemiecki przyrodnik Ludwig Reichenbach w publikacji swojego autorstwa Handbuch der speziellen Ornithologie. Gatunkiem typowym jest dżunglarek śniady (Xanthotis flaviventer).

### Etymologia
- Xanthotis: gr. ξανθος xanthos „żółty”; -ωτις -ōtis „uchy”, od ους ous, ωτος ōtos „ucho”[6].
- Caloptilotis: gr. καλος kalos „piękny”; rodzaj Ptilotis Swainson, 1837 (miodojad)[7]. Typ nomenklatoryczny: Ptilotis macleayana E.P. Ramsay, 1875.
- Mundavis: łac. mundus „wytworny, elegancki”; avis „ptak”[8]. Typ nomenklatoryczny: Ptilotis polygramma G.R. Gray, 1861.

### Podział systematyczny
Do rodzaju należą następujące gatunki:
- Xanthotis polygrammus (G.R. Gray, 1862) – dżunglarek plamisty
- Xanthotis macleayanus (E.P. Ramsay, 1875) – dżunglarek czarnołbisty
- Xanthotis flaviventer (Lesson, 1828) – dżunglarek śniady